# Ernest Dichter
Ernest Dichter (Viena, 14 de agosto de 1907-Peekskill, Nueva York, 21 de noviembre de 1991) fue un psicólogo industrial y experto en marketing conocido como el "padre de la investigación motivacional".

## Biografía
Nació en Viena, y recibió su doctorado por la Universidad de Viena en 1934. En 1937 emigró con su esposa Hedy Langfelder, a París porque al ser judío corría peligro en Austria, pero pronto se dieron cuenta de que Francia también era un lugar peligroso para una familia judía. La pareja abandonó Europa definitivamente y llegó a Nueva York en 1938.
En 1939, poco después de llegar a Estados Unidos consiguió trabajo como publicista en Procter & Gamble, Chrysler y en Esso (empresa petrolera que luego pasaría a formar parte de Exxon) donde diseñó el famoso eslogan "Pon un tigre en tu tanque".  Entre finales de los años 1930 y los años 1960, Dichter trabajó en cientos de campañas publicitarias, ideas de embalaje y diseños de productos, desde mezclas para pasteles hasta máquinas de escribir.
Dichter fue el primero en aplicar a la publicidad la psicología realmente científica. Usó técnicas como entrevistas en profundidad, técnicas proyectivas y métodos de investigación observacional y los aplicó de nuevas maneras. En lugar de utilizar estos métodos para tratar neurosis, los utilizó para comprender creencias y actitudes mantenidas inconscientemente que ayudan a explicar por qué los consumidores tomaban determinadas decisiones de compra.

## Algunas publicaciones
- The Psychology of Everyday Living (1947)
- The Strategy of Desire (1960, 1964)
- The Handbook of Consumer Motivations (1964)
- Motivating Human Behavior (1971)
- Packaging, the Sixth Sense? A Guide to Identifying Consumer Motivation (1975)
- Total Self-Knowledge (1976)
- The Naked Manager (1976)
- Getting Motivated (1979)
- How Hot a Manager Are You? (1987)
- Marketing Plus: Finding the Hidden Gold in the Market Place (1988)